# The Treasures Within Hearts
| Оценки критиков | Оценки критиков |
| Источник        | Оценка          |
| --------------- | --------------- |
| Soundi          | [ 1 ]           |

The Treasures Within Hearts — первый студийный альбом финской готик-метал группы Entwine, выпущенный в 1999 году на звукозаписывающем лейбле Spinefarm Records.

## Список композиций
| №                   | Название                                 | Длительность |
| ------------------- | ---------------------------------------- | ------------ |
| 1.                  | «Thy Guiding Light»                      | 7:17         |
| 2.                  | «Deliverance»                            | 3:47         |
| 3.                  | «In the Frame of Wilderness»             | 5:14         |
| 4.                  | «My Mistress»                            | 4:35         |
| 5.                  | «Enjoy the Silence» (Depeche Mode cover) | 3:51         |
| 6.                  | «Veiled Woman»                           | 5:45         |
| 7.                  | «Don’t Let This Night Be Over»           | 6:17         |
| Общая длительность: | Общая длительность:                      | 36:46        |

## Участники записи

### Состав группы
- Пану Вильман (фин. Panu Willman) — вокал, гитара.
- Том Миккола (фин. Tom Mikkola) — гитара.
- Теппо Тайпале (фин. Teppo Taipale) — бас-гитара.
- Аксу Хантту (фин. Aksu Hanttu) — ударные.
- Риитта Хейкконен (фин. Riitta Heikkonen) — клавишные.
- Саара Хелльстрём (фин. Saara Hellström) — вокал.